# Graveney
Graveney est un village situé dans le district de Swale dans le Kent en Angleterre, entre la ville de Faversham et celle de Whitstable.

## Géographie
Graveney est un village de 490 habitants, relativement petit mais à l'habitat très dispersé. La partie principale de Graveney est regroupée à l'intersection de trois routes (Seasalter Road, Sandbanks Road et Head Hill Road) et d'un passage à niveau ; les autres habitations sont dispersées.

## Patrimoine
L’église All Saints de Graveney a été construite à l’époque normande et remaniée au XIVe siècle. 
En 1970, lors de travaux dans des canaux de drainage dans les vasières, un bateau construit à clin de type anglo-saxon a été découvert ; il a été restauré par le National Maritime Museum de Londres où il est conservé. Les études de dendrochronologie notamment ont montré que cette embarcation à fond plat d'environ 13,5 mètres sur 3,4 mètres, en chêne, est de fabrication locale et date de la fin du Xe siècle ; sa dernière cargaison comprenait du houblon ; on a également retrouvé des fragments de meules à grain en lave provenant de la région de Mayen en Allemagne.